# RRS Discovery
La RRS Discovery (Scoperta, in inglese) è una nave utilizzata in diverse spedizioni nelle regioni antartiche, come cargo durante la prima guerra mondiale e come nave di addestramento per boy scout. Attualmente si trova in un museo nella città scozzese di Dundee.

## Storia
La costruzione della Discovery inizia il 16 marzo del 1900 a Dundee, in Scozia nei cantieri della Dundee Shipbuilders Company. L'imbarcazione viene varata il 21 marzo 1901 da Lady Markham, moglie di Clements Markham.
La nave è registrata come un veliero, ma oltre ai tre-alberi può utilizzare per navigare anche un motore ausiliario alimentato a carbone, anche se la stiva non consente una lunga autonomia.
Secondo Ernest Shackleton la nave non teneva bene il mare, ed i pesi erano distribuiti troppo sulla poppa e poco sulla prua. Robert Scott si preoccupava invece che il disegno della carena fosse non ottimale per navigare nel pack.

## Spedizione Discovery
Il 6 agosto 1901, cinque mesi dopo il varo, la nave Discovery salpa dall'isola di Wight in direzione Antartide che raggiunge l'8 gennaio 1902. Scott impiega il primo mese per cartografare la costa, dopodiché, in preparazione dell'inverno, getta l'ancora nel canale McMurdo. Contrariamente al piano che prevedeva di trascorrvi l'inverno e poi salpare per una nuova zona, la nave rimane bloccata dal ghiaccio per i successivi due anni.
Nonostante ciò la spedizione è in grado di localizzare il Polo Sud Magnetico. Scott, Shackleton e Edward Wilson stabiliscono anche un record raggiungendo 82° 18 ' sud. La nave riesce a liberarsi solo il 16 febbraio 1904 grazie ad una naturale rottura del pack seguita da un uso controllato di esplosivi per aprire un varco verso il mare aperto. La RRS Discovery può così salpare verso l'Inghilterra e far ritorno a Spithead il 10 settembre 1904.

## Nave Cargo
La spedizione Discovery fu accolta con tutti gli onori, ma nonostante ciò la National Antartic Expedition si trovò in seri guai finanziari. Nel 1905 fu costretta a vendere la Discovery all'Hudson's Bay Company che la utilizzò come cargo tra Londra e la baia di Hudson (Canada) sino all'inizio della prima guerra mondiale quando la nave fu destinata al trasporto munizioni verso la Russia. Nel 1917, allo scoppio della guerra civile russa, l'imbarcazione venne impiegata per rifornire i "Bianchi". Alla fine delle ostilità venne noleggiata da numerose società per navigare in Atlantico, ma divenne presto obsoleta in confronto con le moderne navi da trasporto. Messa fuori servizio, trascorse i primi anni venti a disposizione dei Sea Scout di Stepney nei pressi di Londra.

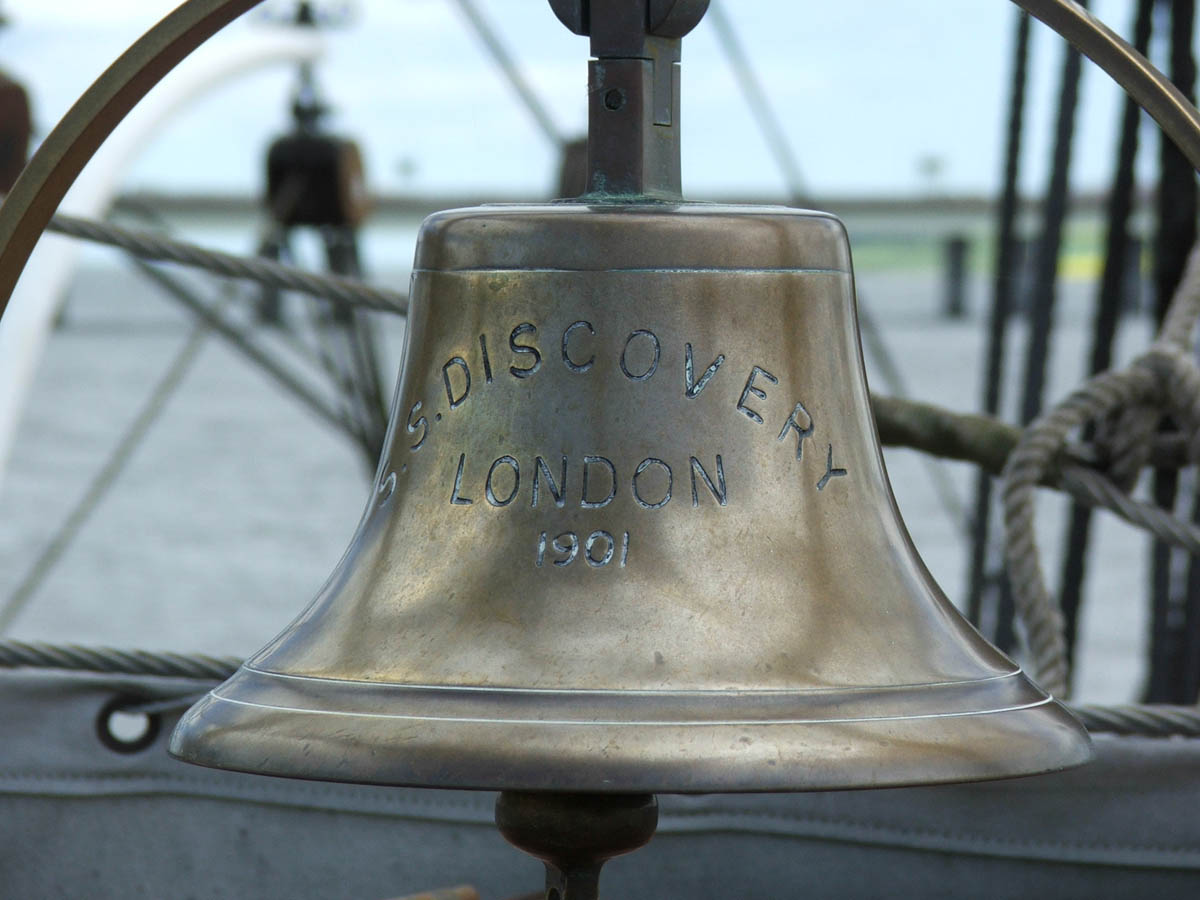
La campana della Discovery

## Ancora Antartide
Nel 1923 il Crown Agents for the Colonies acquista la Discovery per nuove ricerche in Antartide. Dopo 114000 £ di riparazioni la nave viene ri-registrata a Port Stanley nelle isole Falkland e salpa nell'ottobre 1925 per i mari antartici per studiare la migrazione delle balene come parte del programma Discovery Investigations. L'attività di ricerca continua grazie alla partecipazione all'operazione BANZARE dal 1929 al 1931.

## Boy Scouts
Ritornata in Inghilterra la nave resta inutilizzata sino al 1936 quando viene affidata alla Boy Scouts Association come nave scuola per i Sea Scout. Durante la guerra, motore e caldaie vengono rimossi per essere utilizzati nello sforzo bellico. Troppo costosa per gli Scouts, la nave viene trasferita all'Ammiragliato nel 1955 per essere utilizzata com nave di riserva ausiliaria. Con il passare degli anni le condizioni dell'imbarcazione si fanno sempre peggiori, tanto che si pensò ad una demolizione. Salvata dal Maritime Trust nel 1979 viene ancorata ad una sponda del Tamigi ed aperta al pubblico. Il Trust spenderà 500 000 £ per i restauri per poi affidare l'imbarcazione al Dundee Heritage Trust nel 1985.

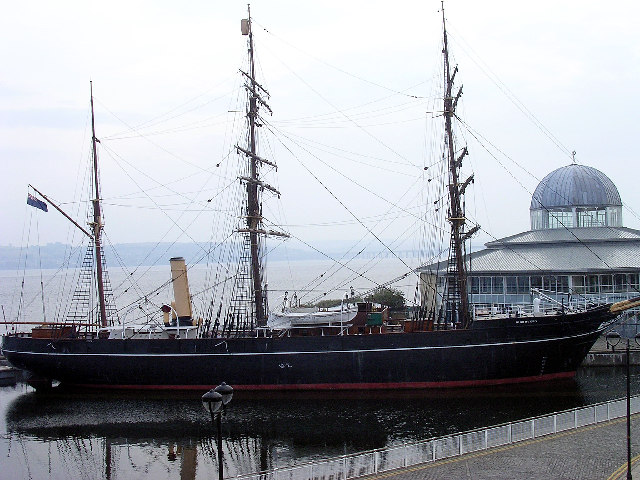
LA RRS Discovery oggi, a Dundee.

## Ultimo viaggio
Il 28 marzo 1986 la Discovery lascia Londra a bordo della nave mercantile Happy Mariner per fare il suo ultimo viaggio verso la città che l'ha costruita. Arrivata a Dundee sul fiume Tay il 3 aprile l'imbarcazione riceve una calorosa accoglienza dalla popolazione. Assicurata nel 1992 ad un molo appositamente costruito la nave è oggi l'attrazione principale del Discovery Point di Dundee. La città ha anche scelto come soprannome The City of Discovery (la città della scoperta) in onore della nave e della ricerca pionieristica fatta nella medicina dalla locale università.